# جوزيف ليوفيل
جوزيف ليوفيل ولد في الرابع والعشرين من مارس عام 1809 وتوفي في الثامن من سبتمبر عام 1882. هو عالم رياضيات فرنسي.

## حياته و عمله
تخرج ليويل من المدرسة المتعددة التقنيات عام 1827. بعد قضائه لعدة سنين كموظف في عدة مؤسسات كالمدرسة المركزية بباريس، عاد إلى المدرسة المتعددة التقنيات كأستاذ عام 1838.

## روابط خارجية
- جوزيف ليوفيل على موقع الموسوعة البريطانية (الإنجليزية)